# Leah Poulos-Mueller
Leah Jean Poulos-Mueller, född 5 oktober 1951 i Berwyn i Illinois, är en amerikansk före detta skridskoåkare.
Hon blev olympisk silvermedaljör på 500 meter och 1 000 meter vid vinterspelen 1980 i Lake Placid.